# Ajn Jakut
Ajn Jakut – miasto w północnej Algierii, w prowincji Batina.